# هوغو فييرا
هوغو فييرا (بالبرتغالية: Hugo Filipe da Costa Vieira‏) (مواليد 25 يوليو 1988)، هو لاعب كرة قدم كان يلعب كمهاجم.

## وصلات خارجية
- هوغو فييرا على موقع الاتحاد الأوربي (الإنجليزية)
- هوغو فييرا على موقع اتحاد تركيا (لاعب) (الإنجليزية)
- هوغو فييرا على موقع رابطة كرة القدم اليابانية للمحترفين (اليابانية)
- هوغو فييرا على موقع قاعدة بيانات كرة القدم.إي يو (الإنجليزية)
- هوغو فييرا على موقع Soccerbase.com (لاعب) (الإنجليزية)
- هوغو فييرا على موقع Soccerway.com (الإنجليزية)
- هوغو فييرا على موقع عالم كرة القدم.نت (الإنجليزية)